# Puntate di The Osbournes

## Prima stagione
- 1.  There Goes the Neighborhood (1-1)
- 2.  Bark at the Moon (1-2)
- 3.  For the Record (1-3)
- 4.  Won't You Be My Neighbor? (1-4)
- 5.  Tour of Duty (1-5)
- 6.  Trouble in Paradise (1-6)
- 7.  Get Stuffed (1-7)
- 8.  No Vagrancy (1-8)
- 9.  A Very Ozzy Christmas (1-9)
- 10.  Dinner with Ozzy (1-10)

## Seconda stagione
- 11.  Catching Up with the Osbournes (2-1)
- 12.  What Goes Up... (2-2)
- 13.  Must Come Down (2-3)
- 14.  The Ozz Man and the Sea (2-4)
- 15.  Beauty and the Bert (2-5)
- 16.  Smells Like Teen Spirits (2-6)
- 17.  Meow Means No! (2-7)
- 18.  It's a Hard Knock Life (2-8)
- 19.  Cleanliness Is Next to Ozzyness (2-9)
- 20.  Viva Ozz Vegas (2-10)
- 21.  My Big Fat Jewish Wedding (2-11)
- 22.  What a Boy Wants (2-12)
- 23.  Flea's a Crowd (2-13)
- 24.  Run Ozzy Run (2-14)
- 25.  Fists of Fury (2-15)
- 26.  Mama, I'm Staying Home (2-16)
- 27.  Tennis Racket (2-17)
- 28.  A Little Ditty About Jack and Brieann (2-18)
- 29.  Angler Management (2-19)
- 30.  Bye Bye Babies (2-20)
- 31.  Ozz Well That Ends Well (2-21)

## Terza stagione
- 32.  The Osbourne Family Christmas Special (3-1)
- 33.  The Show Must Go Oz (3-2)
- 34.  Car Jacked (3-3)
- 35.  Rebel Without an Ozz (3-4)
- 36.  Return of the Ring (3-5)
- 37.  The Accidental Tourist (Part 1) (3-6)
- 38.  The English Patient (Part 2) (3-7)
- 39.  Scent of a Woman (3-8)
- 40.  Pain in the Neck (3-9)
- 41.  Ozzy Knows Best (3-10)
- 42.  Valentine Daze (3-11)

## Quarta stagione
- 43.  Sleepless in Beverly Hills (4-1)
- 44.  Have Ozz Will Travel (1) (4-2)
- 45.  Hawaii Five Ozz (2) (4-3)
- 46.  Kelly Interrupted (4-4)
- 47.  28 Days Later (4-5)
- 48.  Charity Case (4-6)
- 49.  Number One Fan (4-7)
- 50.  Lozt in Translation (4-8)
- 51.  The Show Must Go Off! (4-9)
- 52.  A Farewell to Ozz (4-10)